# Julpolskan
Julpolskan, även känd som Julen den glada går åter omkring på Jorden, är en julsång med text och musik av Anna-Lisa Frykman. Sången handlar om några jultraditioner.

## Publikation
- Nu ska vi sjunga, 1943, under rubriken "Julsånger"

## Inspelningar
1989 sjöng Tommy Körberg in sången tillsammans med Orsa spelmän på julalbumet Julen är här. I denna version sjungs sångens enda vers två gånger.